# Auguste de Wilde

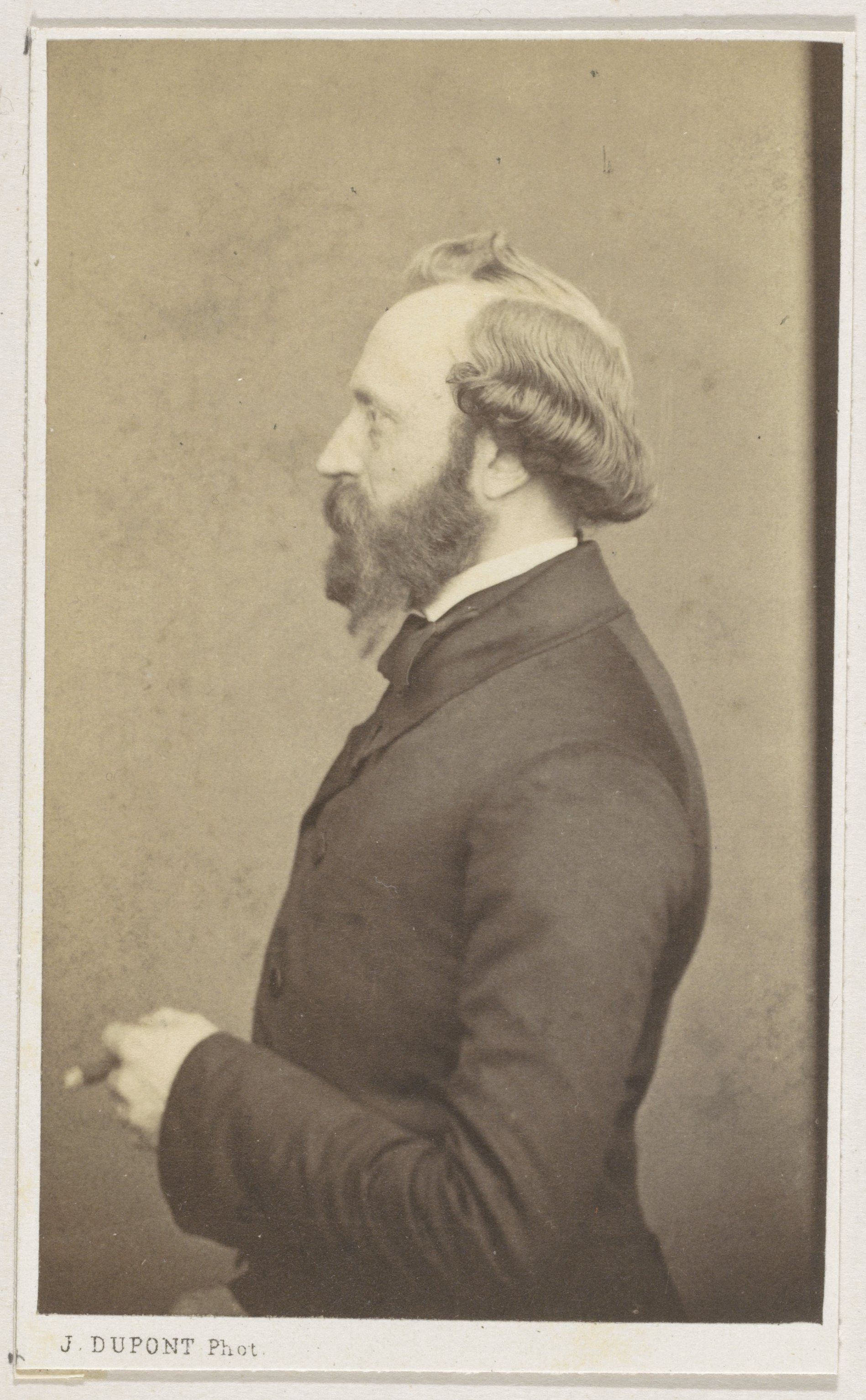
Auguste de Wilde

Auguste de Wilde (* 2. Juni 1819 in Lokeren; † 7. Oktober 1886 in Saint-Nicolas) war ein belgischer Porträt-, Genre- und Historienmaler.
Auguste de Wilde war Schüler der Akademie der bildenden Künste von Saint-Nicolas und der Koninklijke Academie voor Schone Kunsten van Antwerpen unter Gustave Wappers. Nach dem Studium kehrte er nach Saint-Nicolas zurück. 1851 wurde er zum Direktor der Akademie von Saint-Nicolas berufen. Er malte Porträts, Historien- und Genreszenen.

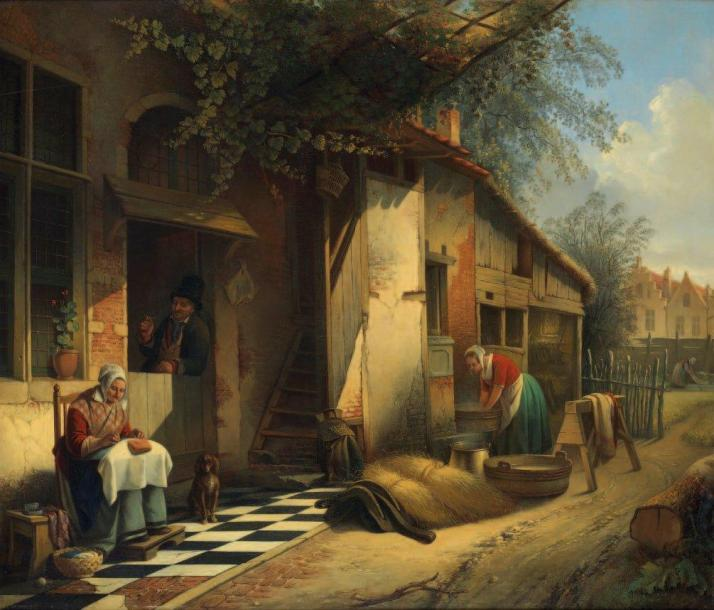
Szene aus dem Familienleben
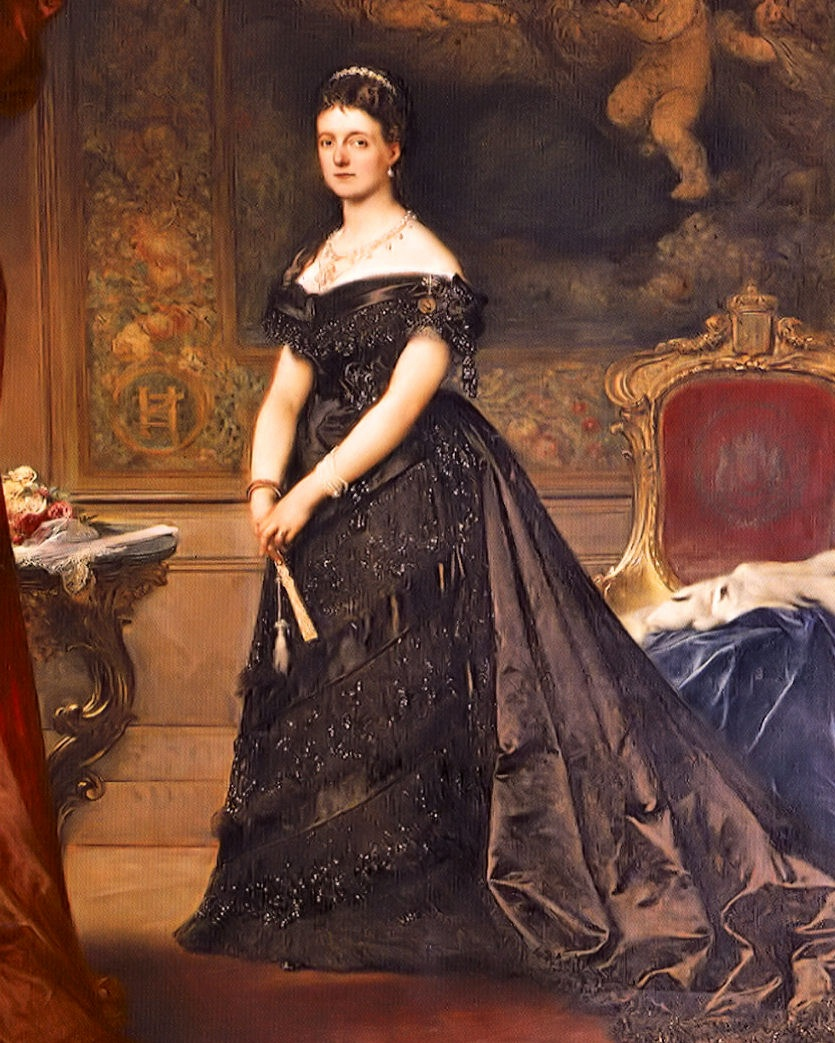
Marie Henriette von Österreich
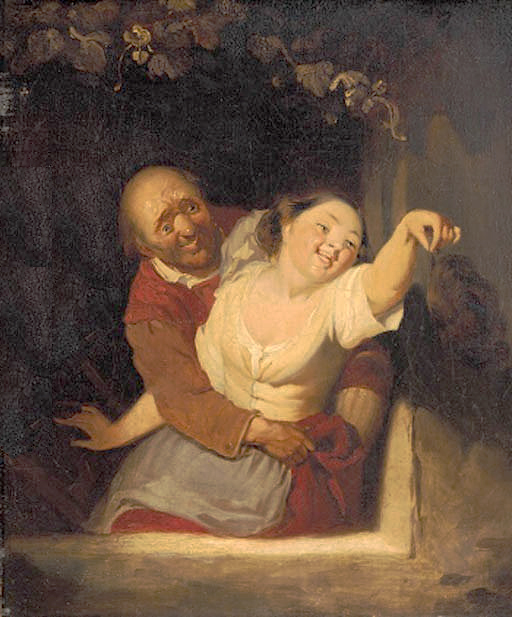
Gestohlen Eitelkeit
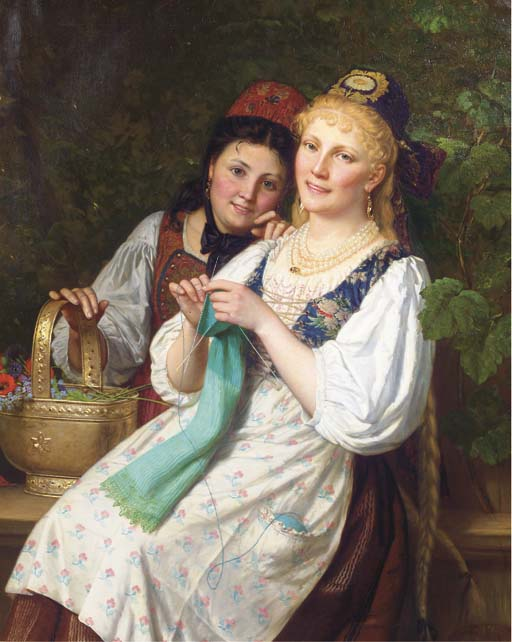
Les Arlesiennes